# Upper Subansiri
Der Distrikt Upper Subansiri ist ein Distrikt im indischen Bundesstaat Arunachal Pradesh. Sitz der Distriktverwaltung ist Daporijo. Der zugehörige Hierarchische Administrative Subdivision-Code (HASC) lautet: IN.AR.UB. Der Name Upper Subansiri bedeutet „Oberer Subansiri“ und bezieht sich auf den Subansiri, einen großen Fluss, der den Distrikt in südlicher Richtung durchströmt.

## Geschichte
Das Gebiet stand jahrhundertelang nominell unter tibetischer Herrschaft. Die McMahon-Linie schlug das Gebiet Britisch-Indien zu und es wurde von Assam aus verwaltet. Da die Chinesen die Shimla-Konvention im Jahr 1914 nicht unterschrieben hatten, betrachten sie das Gebiet als Teil Tibets (Südtibet) und somit Chinas. Die Briten und danach die Inder verwalteten das Gebiet als Teil der North-East Frontier Tracts (ab 1951 North-East Frontier Agency). Es war bis 1948 Teil des 1919 gegründeten Balipara Frontier Tracts und dieses Gebiet trug später den Namen Subansiri Area. Nach der Unabhängigkeit Indiens wurde diese Agency in Subansiri Frontier Division umbenannt. Seit einer weiteren Umbenennung am 1. September 1965 trug dieses Gebiet den Namen Distrikt Subansiri. Die sich widersprechenden Gebietsansprüche führten 1962 zum Indisch-Chinesischen Grenzkrieg und der kurzzeitigen Besetzung durch die Volksrepublik China. Am 13. Mai 1980 spaltete sich der Distrikt Subansiri in die beiden Distrikte Lower Subansiri und Upper Subansiri auf. Am 1. Oktober 2017 entstand der Distrikt Kamle. Die beiden Circles Gepen (2011 noch der Südteil des Circles Daporijo) und Puchi Geko des bisherigen Distrikts Upper Subansiri kamen zu diesem neuen Distrikt.

## Geografie
Der Distrikt Upper Subansiri liegt zentral in Arunachal Pradesh. Der Distrikt grenzt im Norden an Tibet, im Nordosten und Osten an den Distrikt Shi-Yomi, im Osten an den Distrikt West Siang, im Südosten an den Distrikt Lepa-Rada, im Süden an den Distrikt Lower Siang, im Südwesten an den Distrikt Kamle sowie im Westen an den Distrikt Kra Daadi. Die Grenze zu Tibet ist unbewaldetes Hochgebirge, der überwiegende Teil des Distrikts bewaldetes Bergland mit wenigen Flusstälern. Im Osten des Distrikts liegt ein kleiner Teil des Schutzgebiets Yordi-Rabe Supse auf dem Boden des Distrikts.

## Bevölkerung

### Übersicht
Nach der Volkszählung 2011 hat der Distrikt in den heutigen Grenzen 76.473 Einwohner. Die damalige Einwohnerzahl betrug 83.448. Die Differenz ist die Einwohnerzahl der Circles Gepen (bis 2017 südliche Gemeinden des Circles Daporijo) und Puchi Geko, die seit 2017 zum neuen Distrikt Kamle gehören. Der Distrikt ist nur dünn besiedelt. Die Bevölkerungsentwicklung ist typisch für Indien. Zwischen 2001 und 2011 stieg die Einwohnerzahl stark an. Der Distrikt ist stark ländlich geprägt und hat eine durchschnittliche Alphabetisierung. Es gibt keine Dalits (scheduled castes), aber sehr viele Angehörige der anerkannten Stammesgemeinschaften (scheduled tribes).

### Bevölkerungsentwicklung
Vorbemerkung: Bevölkerungszahlen vor 2011 können nicht berechnet werden. Grund hierfür ist der Circle Gepen, der bis 2017 der Südteil des Circles Daporijo war. Die Zahlen für die 22 Gemeinden, die den Circle Gepen bilden (2011 2557 Personen), sind nur für 2011 aussagekräftig. Denn viele der heutigen Gemeinden des Circles Gepen existierten vor 2011 gar nicht. Nur für 10 der 22 Gemeinden dieses Circles sind Zahlen für 2001 bekannt. Und für noch früher überhaupt keine exakte Zahl berechenbar. Somit betrug die Bevölkerung für den Circle Daporijo in den heutigen Grenzen 17.142 Personen. Dies ergibt mit den unveränderten anderen 14 Circles zusammen 76.473 Einwohner.

### Bedeutende Orte
Im Distrikt gibt es mit dem Hauptort Daporijo nur einen Ort, der als Stadt (town oder census town) gilt. Deshalb ist der Anteil der städtischen Bevölkerung im Distrikt tief. Denn nur 13.405 der 76.473 Einwohner oder 17,53 % leben in städtischen Gebieten.

## Bildung
Trotz bedeutender Anstrengungen ist das Ziel der vollständigen Alphabetisierung noch weit entfernt. Es bestehen starke Unterschiede bei der Alphabetisierung zwischen den Geschlechtern und der Stadtbevölkerung und der Einwohnerschaft auf dem Land. Während fast 6 von 7 männlichen Personen unter der Stadtbevölkerung lesen und schreiben können, liegt die Alphabetisierung der weiblichen Landbevölkerung bei knapp 54 %. Den Stand der Alphabetisierung zeigt die folgende Tabelle:
| Alphabetisierung im Distrikt Upper Subansiri |                   |                   |
| Einheit                                      | Volkszählung 2011 | Volkszählung 2011 |
| Einheit                                      | Anzahl            | Anteil            |
| GESAMT                                       | 41.277            | 63,49 %           |
| Männer                                       | 22.728            | 69,83 %           |
| Frauen                                       | 18.549            | 57,14 %           |
| STADT GESAMT                                 | 9219              | 83,63 %           |
| Stadt-Männer                                 | 5192              | 85,47 %           |
| Stadt-Frauen                                 | 4027              | 81,37 %           |
| LAND GESAMT                                  | 32.058            | 60,02 %           |
| Land-Männer                                  | 17.536            | 66,14 %           |
| Land-Frauen                                  | 14.522            | 53,99 %           |
| Quelle: Ergebnis der Volkszählung 2011       |                   |                   |

## Verwaltungsgliederung
Der Distrikt ist 2021 in 15 Circles (Kreise) eingeteilt. Der Circle Nilling entstand nach 2011 und der Circle Gussar wurde in Circle Segi Gusar umbenannt. 